# The Vogues
The Vogues is een Amerikaanse zanggroep uit Turtle Creek.

## Bezetting
Oprichting:
- Chuck Blasko
- Bill Burkette (tot 1983)
- Don Miller (tot 1974)
- Jim Campagna
- Stan Elich
- Terry Brightbill
- Hugh Geyer (tot 1973)

Huidige bezetting:
- Royce Taylor
- Troy Elich
- Artie Deleonardis
- Dean Mastrangelo
- Rich Gooch
- JR Wright
- Bo Wagner

## Geschiedenis

### Als The Val-Aires
De groep werd opgericht in 1958 op de Turtle Creek High School als The Val-Aires. Ze tekenden een contract met de manager Elmer Willet, die hun eerste opname Which One Will It Be / Launie My Love produceerde. Deejay Porky Chedwick werd een fan en boekte de groep voor zijn rock-'n-roll-shows. Hij plaatste hen op affiches met The Drifters, The Platters en The Dells. Clark Race van radio KDKA promootte de groep tijdens zijn KDKA-tv dansshow. Coral Records droeg zorg voor de distributie.
Na de highschool vervulden meerdere leden van de groep hun dienstplicht, terwijl anderen gingen studeren. Enkele jaren later na hun diensttijd en een academische graad op zak, besloten ze om weer te gaan opnemen. Ze huurden Nick Censi in, die had gebroken met Lou Christie, om de opname te produceren. In 1965 produceerde Cenci opnamesessies voor The Val-Aires in de Gateway Studios in Pittsburgh. De groep nam zang op voor een cover van You're the One van Petula Clark. Het werd gepubliceerd bij Blue Star. Cenci haalde John Rook, programmadirecteur van KQV, over om de single te spelen op de radio.

### Als The Vogues
Dankzij plaatselijke speeltijd en verkoop koppelde Cenci hen aan het label Co & Ce Records als The Vogues. Hij verspreidde de single door het hele land. De song werd een landelijke hit, die de 4e plaats bereikte in de Billboard Hot 100. In 1965 produceerde Cenci een andere opnamesessie met Five O'Clock World met een 4e plaats in de Hot 100.
In 1966 publiceerde Co & Ce Records de single Magic Town (21e plaats) en The Land of Milk and Honey (29e plaats). In 1967 werden de singles Summer Afternoon en Lovers of the World Unite gepubliceerd. Co & Ce Records verhuurde The Vogues aan Reprise Records, waar ze scoorden met coverversies van Turn Around, Look at Me (7e plaats), My Special Angel (7e plaats), Till (27e plaats), No, Not Much (34e plaats), Earth Angel (Will You Be Mine) (42e plaats), Moments to Remember (47e plaats) en Green Fields (92e plaats). De oorspronkelijke groep had veel tv-optredens tijdens de jaren 1960, waaronder The Tonight Show, The Ed Sullivan Show, Shindig, The Red Skelton Show, The Glen Campbell Goodtime Hour, American Bandstand, Hullabaloo en diverse optredens in The Mike Douglas Show.
In 1971 tekenden The Vogues een contract met Bell Records en namen de drie songs Love Song, Take Time to Tell Her en American Family op. In 1972 publiceerde de groep de song Need You / Greatest Show on Earth bij Mainstream Records. Omstreeks 1973 werden The Vogues een trio (Burkette, Miller en Blasko) wegens het vertrek van Hugh Geyer, die meer tijd met zijn familie wilde doorbrengen. Voor 20th Century Records publiceerde de groep de drie opnamen My Prayer, Wonderful Summer en Prisoner of Love. Dit zouden de laatste door The Vogues gepubliceerde singles zijn.
Aan het begin van de jaren 1980 toerde het trio minder en concentreerde zich meer op westelijke locaties in Pennsylvania. Burkette verliet de groep in 1983, en dus bleef Chuck Blasko als enige over. Op een zeker moment tijdens de late jaren 1970 en de vroege jaren 1980 had de manager de naam en activa van The Vogues laten registreren. Daarna verkocht hij het handelmerk aan andere promotors, die andere kwartetten begonnen te boeken onder de naam The Vogues. Het handelsmerk werd meerdere keren verkocht, wat resulteerde in verscheidene zanggroepen die de naam The Vogues hanteerden.
In 2000 werd het handelsmerk verworven door zanger Stan Elich, die mettertijd van deze groep de echte Vogues wilde maken. Tijdens deze jaren ging Blasco door met het optreden als The Vogues en ging hij de confrontatie aan met de geregistreerde groep. Op een punt getuigde Blasko voor het Congress on the Truth in Music Act. Een rechtszaak aangevraagd door Blasko eindigde met het door de rechtbank toelaten van Blasko's Vogues om op te treden in 14 westelijke districten in Pennsylvania en de geregistreerde groep om op andere plaatsen in de wereld op te treden als The Vogues. Chuck Blasko's Vogues gingen verder met optreden in westelijk Pennsylvania.
Van 2004 tot 2006 toerde Hugh Geyer met Blasko's groep in de 14 westelijke Pennsylvanische districten, waar het Blasko's groep was toegestaan om te toeren. Na creatieve meningsverschillen met Blasko verliet Geyer de groep aan het eind van 2006.
In maart 2007 voegde Geyer zich bij de landelijk toerende groep van The Vogues van de merkeigenaar Stan Elich. Geyer ging tot aan zijn pensioen in 2012 verder met optreden met deze groep. In mei 2008 voegde leadzanger Bill Burkette zich weer bij Geyer en de geregistreerde Vogues voor een tournee door de Verenigde Staten. De bezetting bestond naast Geyer en Burkette verder nog uit de eigenaar Stan Elich, Troy Elich en Jim Campagna.
In 2010 publiceerden The Vogues het livealbum The Vogues Sings The Hits Live bij Desert Trax Records. Het was de eerste keer in 38 jaar dat Burkette en Geyer samen opnamen.

## Onderscheidingen
De oorspronkelijke groep werd opgenomen in de Vocal Group Hall of Fame in 2001.

## Overlijden
Stan Elich overleed in december 2010. Zijn zoon Troy beheert nu het handelsmerk The Vogues. Op 1 maart 2018 overleed Bill Burkette op 75-jarige leeftijd.

## Discografie

### Singles
Als The Valaires
- 1959: Launie, My Love / Which One Will It Be? (Willett)
- 1960: Launie, My Love / Which One Will It Be (herpublicatie) (Coral)

Als The Vogues
- 1965: You're the One / Some Words (Blue Star)
- 1965: You're the One / Some Words (herpublicatie) (Co & Ce)
- 1965: Five O'Clock World / Nothing to Offer You (Co & Ce)
- 1966: Magic Town / Humpty Dumpty (Co & Ce)
- 1966: The Land of Milk and Honey / True Lovers (Co & Ce)
- 1966: Please Mr. Sun / Don't Blame the Rain (Co & Ce)
- 1966: That's the Tune / Midnight Dreams (Co & Ce)
- 1967: Summer Afternoon / Take A Chance on Me Baby (Co & Ce)
- 1967: Lovers of the World Unite / Brighter Days (Co & Ce)
- 1967: Lovers of the World Unite / Brighter Days MGM Records)
- 1968: Just What I've Been Lookin' For / I've Got You On My Mind (Reprise Records)
- 1968: Turn Around, Look at Me / Then (Reprise Records)
- 1968: My Special Angel / I Keep It Hid (Reprise Records)
- 1968: Till / I Will (Reprise Records)
- 1969: Woman Helping Man / I'll Know My Love (By The Way She Talks) (Reprise Records)
- 1969: Woman Helping Man / No, Not Much (herpublicatie) (Reprise Records)
- 1969: Earth Angel (Will You Be Mine) / P.S. I Love You (Reprise Records)
- 1969: Moments to Remember / Once in a While (Reprise Records)
- 1969: Green Fields / Easy to Say (Reprise Records)
- 1969: See That Girl / We Only Have Love (Reprise Records)
- 1970: God Only Knows / Moody (Reprise Records)
- 1970: Hey, That's No Way to Say Goodbye / Over the Rainbow (Reprise Records)
- 1970: Theme (The Good Old Songs) / Come Into My Arms (From Turn Around, Look At Me) (Reprise Records)
- 1970: Since I Don't Have You / I Know You as a Woman (Reprise Records)
- 1971: Love Song / We're on Our Way (Bell Records)
- 1971: Take Time to Tell Her / I'll Be with You (Bell Records)
- 1971: An American Family / Gotta Have You Back (Bell Records)
- 1973: My Prayer / I've Got to Learn to Live Without You (20th Century Records)
- 1973: Wonderful Summer / Guess Who (20th Century Records)
- 1974: As Time Goes By / Prisoner of Love (20th Century Records)

### Studioalbums
- 1965: Meet the Vogues
- 1966: Five O'Clock World
- 1968: Turn Around, Look at Me
- 1969: Till
- 1969: Memories
- 1970: The Vogues' Greatest Hits
- 1970: The Vogues Sing the Good Old Songs